# Porto Gole
Porto Gole, auch Portogol, ist eine Ortschaft im Verwaltungssektor von Mansôa in Guinea-Bissau.
Der Ort hat 216 Einwohner (Stand 2009), ganz überwiegend der Ethnie der Balantas angehörend.

## Geografie
Der Ort am Ufer des Rio Geba liegt an der Straße zwischen der Hauptstadt Bissau und Bafatá, wenige Kilometer vor Bambadinca.

## Geschichte
Porto Gole gilt als der Ort, an dem die Portugiesischen Entdecker erstmals das heutige Guinea-Bissau betraten. Ein Denkmal erinnert dort an Diogo Gomes, der hier 1456 als erster Europäer anlandete.